# Vincent Ogé Jeune

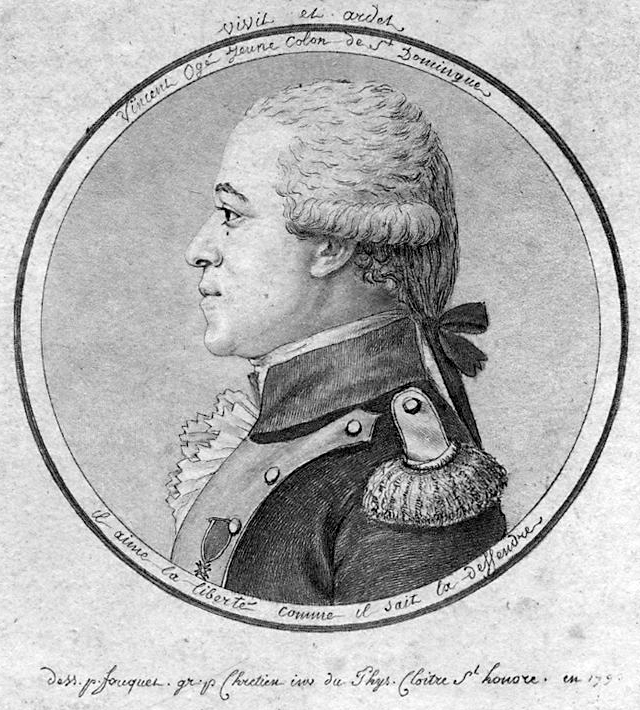
Vincent Ogé Nascimento: 1757 - Dondon, São-Domingos (Haiti) Morte: 6 de Fevereiro de 1791 - Cap-Français

Vincent Ogé Jeune (1757-1791) foi um homem de cor livre, nascido na Ilha de São Domingos, que teve papel fundamental nos antecedentes da Revolução Haitiana. Ogé era um dos mais ricos da ilha e por isso, sua posição de liderança no movimento exigindo direitos políticos para as pessoas de cor foi tão surpreendente, uma vez que as pessoas de cor livres da colônia geralmente eram mais conservadoras, pois tinham muito a perder ao se colocarem contra a elite branca.
Em 1790, Ogé compôs um movimento de homens livres de cor exigindo à Assembleia Nacional Francesa o fim das leis racistas e o direito dos homens livres de cor de votarem nas assembleias locais de São Domingos, através dos próprios representantes.
Até o fim da Guerra dos Sete Anos, em 1763, os oficiais da colônia haviam tratado as pessoas de cor como parte da elite branca, sem grandes distinções. A partir do fim da guerra, entretanto, as leis passaram a exigir a diferenciação entre os dois grupos, e as pessoas de cor passaram a ser chamadas affranchis (libertos).
Ogé teve contato com abolicionistas franceses, influenciado suas ideias. Ogé, juntamente com outras personalidades negras, batalharam “pelo significado e pela universalização dos sentidos da cidadania” . Esses movimentos buscavam expandir os princípios de liberdade e igualdade, e, em reação a essas lutas, foi publicado, em 08 de março de 1790, um decreto que dava autonomia às colônias, trazendo uma grande derrota aos homens livres de cor no solo francês. Desiludido, Ogé retorna a São Domingos em outubro de 1790, Ogé – passando pela Inglaterra e os Estados Unidos – onde teve contato com novos discursos abolicionistas.
Ogé comparava as lutas dos homens livres de cor às lutas do Terceiro Estado na França. Ao retornar a ilha, Ogé inicia uma revolta para exigir o direito de que todo cidadão, sem qualquer tipo de distinção, obtenha acesso aos direitos políticos. Ao ser capturado e executado, Ogé transforma-se em um mártir tanto em São Domingos como em Paris, ajudando a intensificar as trocas atlânticas entre aqueles que procuravam expandir os limites dos princípios revolucionários, como apontado pelos autores Rebecca J Scott e Jean M Hebrard .
Ogé foi o grande responsável por trazer o debate racial através do Atlântico da Europa para as colônias, com uma posição muito mais radical e imediata do que o idealizado por seu colega revolucionário Julien Raimond. Ao se posicionar tão radicalmente, Ogé quebrava a elitização do movimento, incluindo as pessoas de cor das classes mais baixas na luta e aumentando a abrangência do debate.
As ações de Ogé foram a grande ligação entre a elite de cor livre e este grupo mais abrangente e pobre, que tinha menos a perder lutando e, portanto, mais razões para lutar; foi ele que inspirou as revoltas das pessoas de cor livres em todas as colônias americanas e criaram o “espectro de pardocracia” que assustava os colonos brancos.
Ogé já foi considerado um dos grandes heróis da revolução haitiana, sendo inclusive seu primeiro mártir; porém, de acordo com John D. Garrigus, as narrativas do século XIX colocaram-no em segundo plano, entretanto suas ações como um negro livre são autoexplicativas, e revela a contradição de sua posição como um membro da elite.

## Família e Educação
Ogé nasceu na freguesia de Dondon, na província norte de São Domingos em 1757, a qual é relativamente perto da maior cidade portuária da ilha, Cap-Haïtian, na época conhecida como Cap-Français.
Graças à sua posição privilegiada, a região tornou-se um ponto central na defesa da colônia contra-ataques britânicos, com vários campos militares. Apesar da estratégia ser logo abandonada pelos franceses, o cenário militar ainda dominava a paisagem durante a infância de Ogé.
Em 1779, a região tornou-se um grande centro de recrutamento para uma campanha comandada por Charles d’Estaing, que, com mais de 900 homens de cor livres partiu para Savannah para ajudar a revolta dos colonos britânicos na América; apesar de não haver meios de confirmar se Ogé esteve ou não nesta campanha, sabe-se que grande parte de seus companheiros revoltosos em 1790 eram ou veteranos desta campanha ou filhos de veteranos desta campanha.
Seu status de maior cidade portuária também garantia outra característica importante a Cap-Français: era a primeira visão de todos os escravos trazidos à colônia e de todos os homens livres que vinham tentar a vida nela. Desta forma, a diversidade cultural da região era grande, o que garantia que os oficiais de Cap-Français fossem muito mais tolerantes do que os de Port-au-Prince no que se referia ao tratamento com as pessoas de cor, mesmo com a discriminação imposta pela lei. 
Na cidade portuária, o status econômico era muito mais importante do que o racial. Vincent Ogé trabalhava e morava em Cap-Français, mas sua riqueza vinha das plantações de café que sua família possuía em Dondon. Seu pai era um homem branco chamado Jacques Ogé; sua mãe era uma “mulâtresse, filha legítima de um branco chamado Joseph Ossé e uma négresse cujo nome “não pode ser lembrado”, chamada Angélique Ossé; seu irmão mais velho chamava-se Jacques, e seu segundo irmão, Joseph; além de outras duas irmãs.
A origem real da riqueza da família Ogé é incerta; supostamente, sua mãe herdou a propriedade do pai ao se casar com Jacques. Muitas das famílias ricas de cor de 1780 foram fundadas nas décadas de 1720 e 1730, quando homens brancos recém-chegados à colônia se casavam com herdeiras de cor – essa talvez tenha sido a origem dos Ossé, e, portanto, dos Ogé.
A chegada do café transformou Dondon – o número de escravos aumentou, a renda da freguesia cresceu cerca de 70% em 22 anos, e as plantações de índigo foram desaparecendo, dando lugar às de café. Além disso, as leis raciais começaram a ser aplicadas e seguidas, e teve início a separação entre os indivíduos brancos (chamados de sieur e demoiselle) e os de cor (mulâtre libre, quarteronne libre ou ainda le nommé, que significa “o assim chamado”).
Os notários chegavam a não reconhecer a legitimidade de nomes de famílias francesas em pessoas de cor livres. Em 1773, surgiu uma nova lei que exigia que as pessoas de cor livres se associassem a novos sobrenomes de origem africana. Os poucos registros dos Ogés que sobreviveram possuem enorme importância por demonstrarem o incomum status social da família – apesar de os notários nunca descrevem sua raça, eles se referiam a eles como le nommé, ao invés dos títulos corteses. A fortuna pessoal de Ogé não vinha da plantação de café de sua família, entretanto, mas de uma curta carreira como mercador, na qual, como colocado por ele próprio em 1789, “obteve sucesso nesta difícil carreira, além das minhas expectativas”.
Aos onze anos, Ogé foi mandado pelos pais para estudar no porto de Bordeaux, o mais importante porto colonial francês, assim como a maior parte de sua família; em abril de 1763, os registros mostram Joseph Auger (o nome da família era frequentemente escrito com “Au” ao invés de “O”), de 18 anos, retornando a Cap-Français, e em outubro de 1783, ao fim da Guerra de Independência Estadunidense, Jacques Auger, 26, voltava a São Domingos.

## Riqueza Pessoal
Ogé retornou para casa por volta de 1774 ou 1775; já em 1777, tanto sua mãe quanto sua tia eram descritas como viúvas. O censo de 1776 não lista nenhum proprietário chamada Ogé, mas lista que a Viúva Augé possuía uma quantidade considerável de terras. Mesmo após a morte dos Ogé mais velhos, os notários – e o próprio Vincent – continuavam a se referir a ele como Ogé/Augé jeune.
No dia primeiro de junho de 1778, os registros de Dondon mostram Sieur e Dame Fouché escrevendo uma procuração para Sieur Ogé – assume-se, Vincent –, confiando-lhe a venda de seu café em Cap-Français.
Os arquivos da época mostram que, durante a década de 1780, Ogé estava envolvido em diversos empreendimentos, quase sempre com brancos – ele vendeu casas e apartamentos de luxo na cidade para brancos ricos, possuía um barco com dois parceiros brancos, e fazia negócios com grandes comerciantes em todos os grandes portos de São Domingos – e nunca era descrito como um homem de cor.
Como muitos colonos, ele nunca se casou, porém, contratou uma mulata livre como doméstica, uma posição que estereotipicamente incluía deveres sexuais. Em 1783, “Sieur Vincent Ogé jeune” pagou a doméstica, Marie Magdalene Gerrette, “mulâtresse livre”, por dois anos de serviço cuidando de Rosette, uma africana escravizada de doze anos, “da nação Susse”, comprada pelo próprio Ogé diretamente do navio que a trouxera.
Os registros sobreviventes da vida econômica de Vincent Ogé, bem como o seu próprio testemunho, indicam que ele era um dos homens de cor mais ricos de São Domingos, e ainda mais rico do que o francês europeu médio. Seu patrimônio, se investido, teria lhe garantido uma renda maior do que a de alguns juízes nobres do Parlamento de Bordeaux; em Paris, seu estilo de vida não poderia ter sido tão luxuoso quanto na colônia, mas ainda teria sido grandioso e respeitável, melhor do que vários dos pequenos burgueses da capital, apesar de estar longe de alcançar alguns dos maiores plantadores da colônia.
A riqueza de Ogé é tão importante por colocá-lo em um dos mais altos escalões da elite de plantadores de cor em São Domingos. Em outros lugares do Novo Mundo, esse status o teria “branqueizado” – pelo menos, aos olhos dos notários que quebravam as leis raciais recentes e não o classificavam como “de cor” em seus registros, ou exigiam documentos que provassem sua liberdade.
Em 1789 e 1790, quando as notícias a respeito da Revolução na França atingiram São Domingos, as famílias mais ricas da colônia começaram a se distanciar dos olhares do público; à exceção de Julien Raimond, que havia viajado para Paris em 1784 parcialmente para tentar conseguir uma reforma racial.
Apesar de encontrar-se ao lado de Raimond na Paris revolucionária, ele não estava entre os seus apoiadores em São Domingos, e havia ido a Paris por razões puramente pessoais; em 1787, ele havia quase falido, com uma dívida de 77 600 livres, os quais ele não conseguiria pagar a menos que saísse de Cap-Français. Em 1789, os interrogadores de Cap-Français tentaram fazê-lo admitir que sua ruína financeira vinha de sua personalidade ou opiniões políticas (se ele teria insultado e desrespeitado os brancos, e essa teria sido a causa). Ele negou, afirmando que havia estendido crédito a plantadores que nunca o reembolsaram e tinha uma parceria falida com uma firma em Les Cayes.
Em 1778, devido à Guerra de Independência Estadunidense, Versailles abriu os portos de São Domingos, o que causou um boom na economia colonial tão significativo que, em 1783, um mercador descreveu o fim das hostilidades como sendo “a pior coisa que podertia ter-nos acontecido”, uma vez que, com isso, Versailles voltou a fechar os portos, causando uma crise econômica colonial que levou mesmo os comerciantes mais bem-financiados à falência.
Ainda assim, Ogé não precisava sair de São Domingos para restaurar seu crédito; em 1788, ele se mudou para Port-au-Prince, onde vendeu sua propriedade, coletou algumas dívidas, e entrou em uma parceria para ajudar um capitão de navio a vender sua carga. Em seis meses, ele possuía dinheiro mais do que suficiente para saldar suas dívidas.
Mesmo assim, ele navegou para a França no fim daquele ano, apostando que poderia voltar para São Domingos em uma nova posição. Utilizando seu capital para fazer comércio na Europa ao invés de pagar seus credores imediatamente, ele poderia ter triplicado seu patrimônio.
A família Ogé estava sob grande pressão local, e Vincent pediu às autoridades francesas que ajudassem em três problemas diferentes. Em março de 1789, ele pediu ao ministro naval que lhe garantisse mais tempo para pagar seus credores; além disso, usou seu tempo na França para “trazer à atenção do conselho real o processo que sua mãe tinha com os Sieurs Poissac e Depuis sobre uma estrada” – a colônia estava construindo uma estrada que passava diretamente pela propriedade de sua família, e os trabalhadores haviam já cortado parte da plantação e destruído construções, e os gastos da família com o processo já chegavam a 600 000 livres.
Foi apenas em 1789, ao chegar em Paris, que Ogé descobriu o terceiro problema de sua família – um juiz colonial havia declarado seu irmão mais novo, Jean-Pierre, culpado de agressão a uma mulher branca. Um advogado garantiu-lhe que o veredito seria derrubado em um apelo devido aos procedimentos impróprios da colônia, mas, de um jeito ou de outro, a tensão racial parece ter sido, sim, uma parte dos outros problemas da família, apesar do que diz Ogé.

## Ogé em Paris
Exceto pela petição ao ministério naval em março e uma visita às suas irmãs em Bordeaux, não se sabe muito sobre as ações de Vincent na primeira metade de 1789, quando chegou à França. Sabe-se apenas que em setembro, ele encontrou Sieur Arteau, um empresário branco que o convidou para as reuniões do Clube Messiac, um “clube” de plantadores absentistas que se reuniam para discutir como a Revolução impactaria São Domingos. No dia 7 de setembro, Ogé apresentou-lhes um memorando que mostrava que a Revolução já havia mudado seus planos para se reinventar na França, mudando da esfera econômica para a política.
Seu memorando não reconhecia nenhuma identidade racial ou algo do gênero, mas o apresentava simplesmente como um apoiador da Revolução que acreditava que todos os homens eram iguais e deveriam ser, eventualmente, livres. Porém, ele pontuava quão perigosas poderiam ser as ideias revolucionárias para São Domingos, e se apresentava como um aliado necessário neste novo cenário político, oferecendo-se para servir como um intermediário que diminuiria a velocidade destas mudanças e protegeria os interesses de todos os proprietários de terras na colônia.
Apesar de não ter descrito como pretendia alcançar este objetivo, Ogé divulgou sua ideia de unir todos os proprietários coloniais em uma assemblé des américains – por “américains” ele queria dizer, é claro, aqueles que nasceram na colônia e os imigrantes franceses que haviam se devotado a uma vida em São Domingos. Sua assembleia seria composta apenas de proprietários que residissem na colônia e tivessem um status social mínimo.
Ogé recusou-se a revelar seu plano de ação para os ouvintes, declarando que apenas lhes contaria suas intenções quando eles o aceitassem no Club Messiac; então, com o seu apoio, ele retornaria para São Domingos e se colocaria em ação, servindo de contato entre a assembleia e os parisienses.
O grupo de brancos recusou-se a deixá-lo se tornar um membro, e alguns dias depois Ogé se juntou a um grupo de artesãos e servos domésticos que se encontravam no escritório de Etienne de Joly. Se Ogé estava procurando por um eleitorado, o havia encontrado neste grupo, pelo menos por enquanto. Devido à sua riqueza e ideias políticas, Ogé rapidamente se tornou um dos líderes; no dia 12 de setembro, o grupo – autodenominado Colons américains – publicou um panfleto que declarava a necessidade de acabar com a separação legal entre brancos e pessoas de cor nas colônias, e, dez dias depois, a cahier de doléances, uma lista de reformas desejadas, que começava o processo formal de exigir representação na assembleia nacional.
No final de setembro, Julien Raimond se uniu ao grupo; era dez anos mais velho do que Vincent Ogé e era um proprietário respeitado, ao invés de um mercador falido – ou seja, possuía posição política e identidade social mais desenvolvidas; desde 1782, ele vinha tentando convencer famílias de cor livres e aliados no ministério naval a se rebelarem por reformas raciais. Assim como Ogé, ele possuía a ideia de que as famílias de pele mais clara que possuíssem dinheiro deveriam ser consideradas “brancas”. Por volta de julho de 1789, ele já dizia que era o representante eleito das pessoas de cor livres de São Domingos, e agora constituía-se como o líder dos Colons.
Em 24 de novembro de 1789, Ogé e Raimond compareceram a uma reunião do grupo abolicionista Les Amis des Noirs, mas desta vez eles já tinham contato com abolicionistas proeminentes. Em 22 de outubro, o marquês de Lafayette, membro dos Les Amis des Noirs, convidou-os para um jantar em sua casa, para o qual também compareceu seu hóspede, um abolicionista inglês chamado Thomas Clarkson. O encontro teve menos a ver com os projetos abolicionistas de Ogé do que com a sua visão de si mesmo como um membro da elite; ele e os outros homens de cor vestiram-se, em homenagem a Lafayette, com o uniforme da milícia parisiense.
Não há evidência alguma de que Ogé tenha realmente servido na milícia, mas ele deve ter presenciado as mudanças, no final da década de 1760 e começo da de 1770, em que os deveres mais difíceis eram deixados nas mãos das milícias de cor, e os títulos oficiais ficavam reservados para os brancos – e ele teria reconhecido tanto o esforço dos homens de cor de se posicionarem como cidadãos patrióticos de São Domingos quanto a recusa dos brancos em o reconhecerem. Suas ações subsequentes sugerem que ele pretendia levar a concepção da Revolução do soldado-cidadão para São Domingos, onde os oficiais já discutiam a ligação entre o patriotismo e o serviço militar.
O uniforme que Ogé usou para o jantar com Lafayette simbolizava os direitos políticos negados aos homens de cor e a sua riqueza considerável, pois os uniformes eram caros. Daquele momento em diante, Vincent Ogé começou a considerar-se um oficial da milícia colonial, chegando a comprar o título de coronel na guarda de honra do príncipe de Limbourg, bem como a sua medalha de Ordem de Mérito. Ele também contratou um artista para gravar seu retrato em silhueta com os dizeres “ele ama a liberdade e sabe como defendê-la”; e fez 400 cópias.
Um ano depois, as autoridades de São Domingos encontraram um poema em sua bagagem, que fora copiado de uma gazeta de Paris, originalmente dedicado ao marquês de Lafayette, porém Ogé havia substituído seu nome pelo próprio – como uma piada, ele justificou aos seus interrogadores. O poema era uma espécie de hino para glorificar as ações de Lafayette como líder da guarda nacional, e sua fascinação pelo marquês bem como a ressignificação do poema sugerem que ele aspirava trazer a São Domingos o mesmo patriotismo revolucionário, e que enxergava a si mesmo como uma figura central na regeneração da sociedade colonial.
Ao fim de 1789, Ogé havia gasto quase 200 000 livres em questões públicas francesas, pegando empréstimos quando terminou a fortuna que havia trazido de Port-au-Prince, e esgotado sua paciência com a política. No começo de dezembro, a assembleia havia rejeitado a petição dos Colons américains por representação.
Algumas semanas depois, Ogé tentou retornar a São Domingos com 28 homens de cor que havia conhecido em Paris; ele usava um de seus uniformes e comprou o equivalente a 10000 livres de mercadoria em crédito, e passou contas fraudulentas em troca de 22 000 livres; com esse dinheiro, ele viajou para a cidade portuária de Le Havre para encontrar o capitão Hebert, o qual possuía experiência em evitar bloqueios navais britânicos. Como projetado em setembro, ele estaria retornando a São Domingos.
Entretanto, os homens do Clube Messiac haviam avisado para os oficiais do porto ficarem alertas a homens de cor que estivessem indo para as colônias; notando o acúmulo de símbolos militares, eles estavam convencidos de que ele planejava começar uma volta na colônia. Em 1791, Ogé negou ter encomendado armas de Charleston, e seus interrogadores não acharam nenhuma evidência do contrário. Em 1808, Thomas Clarkson alegou se lembrar de Ogé ameaçando atacar São Domingos em janeiro de 1790, um mês depois de sua tentativa de deixar a França; ele havia se encontrado com o grupo em seu hotel antes de retornar a Londres, e descreveu Ogé como agitado, fazendo um discurso independentista e violento, mas sua memória de 18 anos antes pode ter sido moldada pelo que ele leu de sua “revolta” e tudo o que se seguiu.
Em seu relato sobre a viagem de 1791, Ogé alegou que estava apenas tentando ajudar aqueles homens a escaparem de sua vida na pobreza, o que parece uma mentira, já que ele não havia saldado as próprias dívidas e não carregava nenhuma mercadoria – ele estava, sim, indo adiante com seu plano de se tornar uma figura central na política de São Domingos, mas ao invés de representar os proprietários absentistas, ele representaria as frustrações dos milicianos livres.

## Atividade Política de Cor Livre em São Domingos
Em outubro, novembro e dezembro de 1789, os brancos de São Domingos começaram a se reunir para votar e decidir quem representaria as colônias em Paris; e os homens de cor quase nunca eram permitidos participar. No dia 22 de outubro, na freguesia de Limonade, não longe de Dondon, as pessoas de cor livres ficaram tão enraivecidas que muitos colonos temiam uma revolta. Uma semana depois, homens de cor livres se reuniram na freguesia de Grande-Rivière e aclamaram seu direito de escrever sua própria cahier de reformas, uma vez que não podiam se apresentar à reunião parisiense. Eles elegeram dois representantes, um dos quais era Jean-Baptiste Chavanne.
Chavanne era um homem de cor, um quarto africano, que vinha de uma família com um longo histórico de cafeicultura; ele havia conhecido Ogé, segundo seu depoimento em 1791, em Cap-Français. Ele era um sargento na milícia de cor que servira na expedição em Savannah em 1779, ele não era especialmente rico, e se identificava com as camadas mais pobres de Grande-Rivière, e suas opiniões políticas eram firmes. Parecia que no final de 1789, Ogé estava se tornando mais parte deste grupo (o de Chavanne), apesar dos documentos mostrarem pouco entusiasmo por parte deles quanto ao seu plano de uma aliança inter-racial.
Chavanne era provavelmente um dos autores da petição apresentada à assembleia, a qual descrevia o preconceito sofrido pelos homens de cor e como haviam sido eles, e não os brancos, que protegeram a colônia contra invasões e revoltas de escravos; enfaticamente, o documento pedia que a assembleia eliminasse todo o preconceito, discriminação e rótulos humilhantes que eram aplicadas a eles. A petição, assinada por Chavanne e mais 42 homens, foi apresentada para a assembleia em dezembro, mas nenhuma medida foi tomada.
Enquanto isso, na península sul da colônia, em Petit-Goave, homens de cor livres haviam entregado uma petição à sua assembleia em 15 de novembro; os brancos então lincharam o juiz Ferrand de Beaudière, que havia ajudado a construir o documento. Em Lèogane, cinco dias depois, Pierre Labuissonière, homem rico de cor, apresentou um discurso à assembleia, pedindo apenas que alguns representantes de cor – escolhidos pelos brancos, se desejassem – pudessem assistir às deliberações e ter sua própria cópia da transcrição de Léogane; o que eles permitiram. Seis dias depois, em Aquin, um plantador de cor, Guillaume Labadie, amigo e correspondente de Julien Raimond, levou um tiro e quase morreu; o mesmo grupo atacou a casa de seu irmão, François Raimond.
Houve então um tempo de calmaria, mas em fevereiro de 1790, homens de cor livres no vale de Artibonite começaram a protestar contra sua exclusão nas eleições. Cerca de 200 homens “com um espírito de insubordinação e insurreição” se encontraram com o Governador de Peinier. Após um mês de negociações, eles finalmente se dispersaram. Não se sabe se o irmão mais novo de Ogé, Jean-Pierre, que morava na região, estava envolvido, mas ele foi assassinado antes de janeiro de 1791.
Quer ele estivesse em contato com os revoltosos da colônia, sua tentativa falha de viajar em dezembro demonstra que quando ele finalmente navegou até São Domingos seis meses depois, não foi uma decisão do momento. Em 28 de março de 1790, os deputados da assembleia liberaram instruções de votação para as colônias, para clarificar quem poderia participar nas eleições locais que vinham acontecendo há meses, mas não havia nenhuma menção à questão racial.
Ogé admitiu ter mandado diversas cartas para São Domingos no dia seguinte ao documento. Uma vez que planejava seu retorno desde setembro de 1789, é possível que ele estivesse tentando coordenar sua chegada com a de Chavanne, apesar de que as datas sugerem que Chavanne estava trabalhando sozinho.
Em São Domingos, as assembleias estavam insistentemente ignorando a petição de Chavanne. No dia 28 de março de 1790, um grupo que se descrevia como “os cidadãos e homens de cor da província do Norte”, composto por homens de cor de Grande-Rivière, Limonade e Sainte-Suzanne, se reuniram em Grande-Rivière, com o objetivo de discutir seus direitos e eleger deputados que os representassem, talvez tenham se encontrado de novo no dia 30 de abril do mesmo ano.
Eles sabiam que no dia 24 de abril as autoridades de Cap-Français haviam executado Augustin Lacombe, um mulato livre que havia demandado a aplicação da Declaração de Direitos do Homem na colônia. A carta enviada pelo grupo à assembleia provincial informava aos líderes da Grande Livière que os brancos locais estavam ameaçando homens de cor que se reuniam pacificamente para discutir seus direitos, e que a reunião havia sido sancionada pela assembleia provincial, mas os oficiais não se convenceram; o grupo debandou pouco depois. Apesar de ninguém ter assinado nenhuma das duas cartas, é possível que Chavanne tenha estado envolvido, pois pouco depois da dissolução do grupo, ele se dirigiu à parte hispânica da ilha e ficou lá por um bom tempo.

## O Retorno de Ogé a São Domingos
Ogé chegou à colônia em 17 de outubro de 1790, pouco depois do retorno de Chavanne a Grande-Rivière. Não podendo ir da França a São Diomingos diretamente, ele fora até Londres, onde se encontrou com Thomas Clarkson, que lhe deu 30 libras para a viagem. De lá, foi para Charleston, onde demorou duas semanas para encontrar o capitão de um pequeno barco que estava de passagem e disposto a levá-lo até a colônia.
Em seu interrogatório de 1791, Ogé constantemente negou sua liderança na “revolta” que começou uma semana depois de sua chegada. Apesar de ele talvez estar apenas tentando se salvar, há evidência de que sua conexão com Chavanne o colocou no meio de um grupo de homens que cobravam seus direitos pela terceira vez em três meses. Logo que chegou, Ogé se encontrou com Chavanne (para cobrar uma dívida, alegou); um ou dois dias depois, homens de cor livres começaram a aparecer na casa de Chavanne – presumivelmente, os que ele havia reunido nas suas reuniões. Junto com eles, Ogé e Chavanne escreveram para o governador e para a assembleia provincial exigindo que fossem seguidas as regulações de voto emitidas de Paris.
Em seu depoimento a respeito de como estes homens o protegeram dos soldados brancos e como Chavanne os liderou pela freguesia desarmando os brancos, Ogé enfatizou que não tinha nenhuma ambição militar e que seus objetivos eram puramente políticos. Contudo, diversos relatos afirmam que Ogé prometia ações e reforços militares caso não conseguissem alcançar seus objetivos de forma pacífica.
De fato, uma revolta de homens de cor quase ocorreu na península sul em novembro de 1790, mas não há evidências de que os reforços de Ogé houvessem chegado nesta região – é possível que suas ameaças da chegada de reforços fosse meramente uma forma de convencer os brancos a negociarem. Tanto a tradição oral do Haiti quanto o testemunho dos irmãos de Ogé afirmam que ele por duas vezes se recusou a incluir os escravos na revolta.
Em uma resposta ao tom agressivo das cartas e à morte de um colono pelas mãos dos homens de Chavanne, Cap-Français mandou uma tropa para rechaçar os “rebeldes”. No dia 28 de outubro de 1790, os 300 homens recrutados resistiram ao ataque das tropas coloniais, que recuaram de volta à cidade. Uma segunda tropa foi mandada, mas quando ela finalmente chegou, os homens já haviam dispersado.
Uma parte dos revoltosos, que incluía Ogé e Chavanne, se dirigiram às montanhas, esperando cruzar a fronteira para o lado espanhol – e conseguiram, no dia 6 de novembro. Dentro de uma semana, todos haviam sido capturados ou se rendido, e no fim de dezembro foram mandados de volta para a colônia francesa.
O relato de Ogé, feito entre os dias 20 e 25 de janeiro de 1791, foi feito para minimizar sua culpa, sempre alegando que suas ações foram políticas, nunca militares, e que foram outras pessoas que levaram o grupo à violência – o que nunca pôde ser desmentido.
Ogé não estava totalmente preparado para lidar com o racismo colonial e o medo dos abolicionistas de Paris; demasiadamente acostumado a lidar com mercadores e notários que negligenciavam o fato de que ele possuía uma avó negra, Vincent Jeune estava demasiadamente confiante em sua habilidade de negociar com as elites.
A principal contribuição de Ogé para a Revolução Haitiana não foi a liderança da revolta, ou qualquer ato político que tenha feito em vida; mas sim sua morte, pois esta foi feita em praça pública, assistida por todos, com sua cabeça e a de outros presa em um poste onde todos poderiam ver. Sua execução tinha o objetivo de intimidar os outras 45 revoltosos que ainda estavam à solta e 8 homens que eram considerados suspeitos.
O tiro saiu pela culatra, uma vez que a morte de Ogé, mais do que a revolta, foi o que causou a ação de três grupos cruciais para a Revolução. Poucos meses depois da execução de Vincent, a assembleia nacional de Paris permitiu que os homens de cor livres pudessem votar, sem ambiguidade. E quando os colonos lutaram pela implementação da lei, eles de fato armaram seus escravos como Chavanne tinha pedido a Ogé que os permitisse fazer.
Seis meses depois do “espetáculo”, escravos nos arredores de Grande-Rivière começaram a revolta que marcou o início da Revolução Haitiana propriamente dita.

## Contribuição para a Revolução Haitiana
Assim como a da revolução, a história de Vincent Ogé jeune é difícil de contar; Ogé desafiava categorias como “cidadão” e “branco”, que haviam recentemente sido criadas. A maior parte dos homens de cor, incluindo o próprio Ogé, acreditavam que sua riqueza eventualmente traria-lhes a cidadania. Mas o dinheiro de Ogé acabou, primeiro em Cap-Français e depois em Paris. Então, ele tentou apelar para o poder da milícia, que estava ele mesmo em transição.
A vida de Ogé reforça a importância da classe social para a população de cor livre em São Domingos. Ele gastou bastante para criar sua identidade como um coronel miliciano, mas para fazê-la funcionar, ele precisava romper com a sua própria classe. Sob o nome de Ogé, mas provavelmente a liderança de Chavanne, uma diferente classe de homens entrou na política colonial de São Domingos. Convencidos de que sua milícia lhes garantiria direitos civis, eles provavelmente causaram o tom agressivo das cartas assinadas por Ogé e Chavanne no fim de outubro.
Ogé passou meses procurando por um eleitorado, mas não podia controlar os milicianos de Grande-Rivière mais do que podia convencer os plantadores absentistas de Paris a deixá-lo representá-los. Mas os brancos de São Domingos e Paris estavam preocupados com uma revolta, e as forças coloniais essencialmente criaram uma ao atacarem os milicianos de Grande-Rivière. Sua falha em combatê-los foi um problema que não podia ser resolvido com a execução dos líderes.